# Nazilli (stad)
Nazilli is een stad in de Turkse provincie Aydın in het Egeïsche Zeeregio van Turkije. Bij de volkstelling van 2017 telde Nazilli 155.320 inwoners.

## Geboren
- Rıdvan Dilmen (1962), voetballer
- Serkan Balcı (1983), voetballer